# Illigera pentaphylla
Illigera pentaphylla là một loài thực vật có hoa trong họ Hernandiaceae. Loài này được Welw. miêu tả khoa học đầu tiên năm 1869.